# St. Stephan (Hinterried)

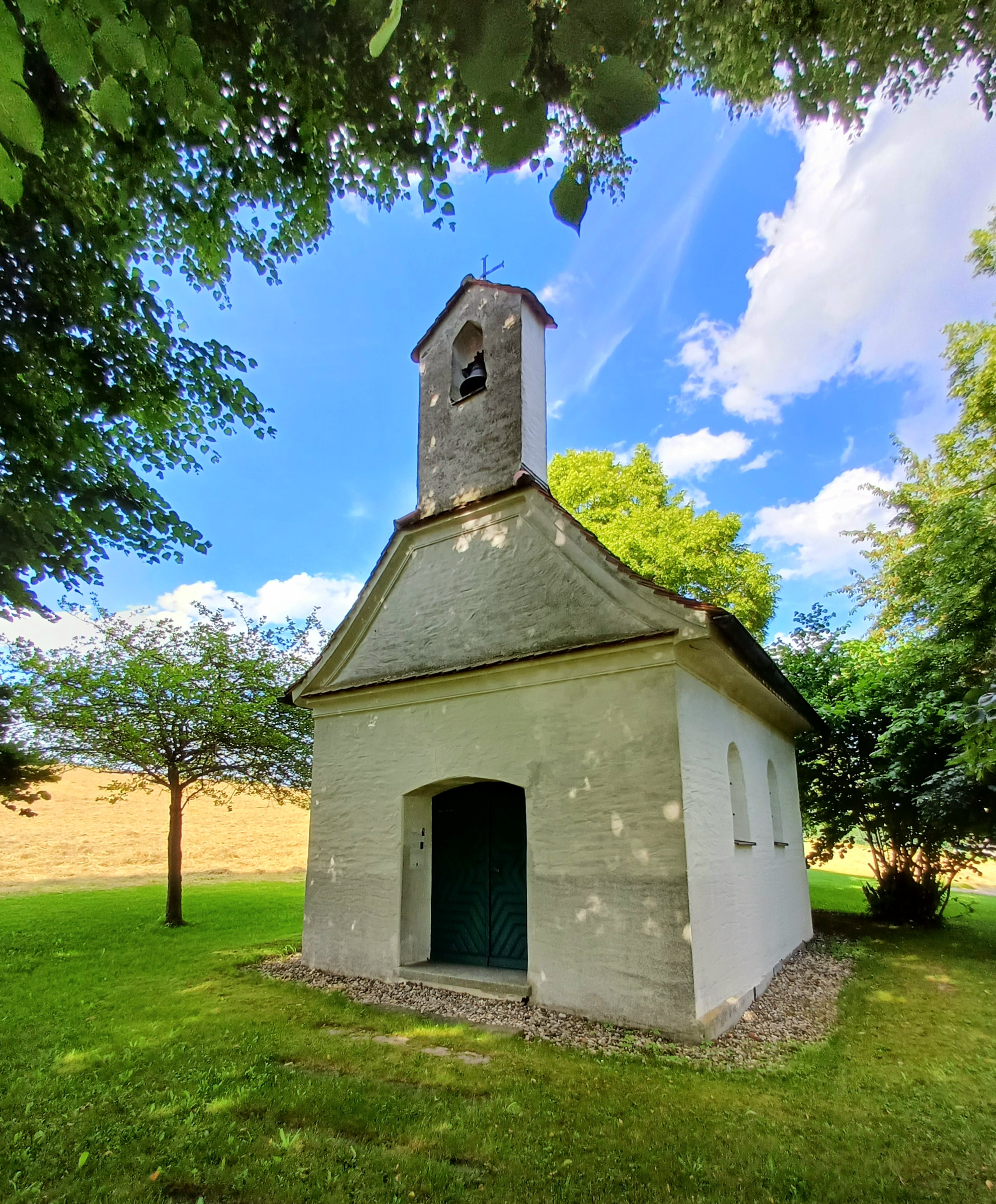
St. Stephan in Hinterried

Die römisch-katholische Kapelle St. Stephan steht in Hinterried, einem Gemeindeteil von Buttenwiesen im schwäbischen Landkreis Dillingen an der Donau in Bayern. Das Bauwerk ist  in der Liste der Baudenkmäler in Buttenwiesen als Baudenkmal unter der Nr. D-7-73-122-14 eingetragen.

## Beschreibung
Die Kapelle wurde je nach Quelle 1880 oder 1914 errichtet. Sie besteht aus einem Langhaus und einem halbrund geschlossenen Chor im Osten. Über der Fassade im Westen, in der sich das Portal befindet, erhebt sich ein offener Giebelreiter, in dem eine Kirchenglocke hängt. Im Innenraum ist ein um 1520 entstandenes, geschnitztes, spätgotisches Relief, auf dem die Anbetung der Könige dargestellt ist. Die Statuen der Maria und des Johannes Evangelist flankieren den um 1720 gebauten Hochaltar, auf dessen Altarretabel um 1810 Stephanus eingefügt wurde. Unterhalb des Retabels befindet sich eine Pietà, eine Kopie des Gnadenbildes der Wallfahrtskirche St. Michael in Violau.